# Saundersfoot
Saundersfoot – wieś w południowo-zachodniej Walii, w hrabstwie Pembrokeshire, położona nad zatoką Saundersfoot (część większej zatoki Carmarthen), w obrębie parku narodowego Pembrokeshire Coast. W 2011 roku liczyła 2767 mieszkańców.
Miejscowość rozwinęła się w XIX wieku jako port wywozowy antracytu (odmiana węgla), który wydobywany był w okolicach. Nabrzeże portowe zbudowane zostało w latach 1829–1830; wcześniej załadunek statków odbywał się bezpośrednio z plaży. Poza węglem, przez port wywożone były ruda żelaza, surówka hutnicza oraz cegły. Funkcja transportowo-przeładunkowa portu zanikła na początku XX wieku. Obecnie wykorzystywany jest jako przystań jachtowa oraz baza łodzi rybackich. Miejscowość stanowi ośrodek turystyki.
Około 1,5 km na północny zachód od wsi znajduje się stacja kolejowa Saundersfoot na linii z Pembroke Dock do Swansea.
Przez miejscowość przebiega długodystansowa ścieżka turystyczna Pembrokeshire Coast Path.